# Ann Fryer
Ann Fryer es una deportista británica que compitió en vela en la clase Laser Radial. Ganó una medalla de oro en el Campeonato Europeo de Laser Radial de 1981.

## Palmarés internacional
| Campeonato Europeo | Campeonato Europeo | Campeonato Europeo | Campeonato Europeo |
| Año                | Lugar              | Medalla            | Clase              |
| ------------------ | ------------------ | ------------------ | ------------------ |
| 1981               | Carnac (Francia)   | Medalla de oro     | Laser Radial       |